# Christian Schmidt
Hans Christian Friedrich Schmidt (ur. 26 sierpnia 1957 w Obernzenn) – niemiecki polityk i prawnik, działacz Unii Chrześcijańsko-Społecznej (CSU), deputowany do Bundestagu, w latach 2014–2018 minister rolnictwa i polityki żywnościowej, od 2021 wysoki przedstawiciel dla Bośni i Hercegowiny.

## Życiorys
W 1976 ukończył szkołę średnią w Bad Windsheim. Po odbyciu służby wojskowej studiował prawo na uniwersytetach w Erlangen i Lozannie. W 1982 i 1985 zdał państwowe egzaminy prawnicze I i II stopnia. Od 1982 pracował w zawodzie prawnika, w 1985 podjął praktykę adwokacką.
W 1974 został członkiem chadeckiej młodzieżówki Junge Union, w tym samym roku przystąpił do Unii Chrześcijańsko-Społecznej w Bawarii. W latach 1984–1990 był radnym w Obernzenn i jednocześnie radnym powiatowym. Obejmował różne funkcje w strukturach JU i CSU, dochodząc w 2011 do stanowiska wiceprzewodniczącego swojego ugrupowania.
W 1990 po raz pierwszy uzyskał mandat posła do Bundestagu. Do niższej izby niemieckiego parlamentu był ponownie wybierany w 1994, 1998, 2002, 2005, 2009, 2013 i 2017.
W listopadzie 2005, po objęciu urzędu kanclerza przez Angelę Merkel, został powołany parlamentarnego sekretarza stanu w resorcie obrony. W grudniu 2013 przeszedł na tożsame stanowisko w ministerstwie współpracy gospodarczej. W lutym 2014 został nowym ministrem rolnictwa i polityki żywnościowej w trzecim rządzie Angeli Merkel, zastępując Hansa-Petera Friedricha, który podał się do dymisji. W październiku 2017 tymczasowo objął również obowiązki ministra transportu w związku z przejściem Alexandra Dobrindta do pracy w parlamentarnej frakcji CSU. W marcu 2018 zakończył pełnienie funkcji rządowych.
1 sierpnia 2021 objął stanowisko wysokiego przedstawiciela dla Bośni i Hercegowiny.

## Odznaczenia
- Order Ante Starčevicia (Chorwacja, 2013)[6]
- Medal za Zasługi dla Dyplomacji (Czechy, 2022)[7]